# Station Kowalewo Pomorskie
Station Kowalewo Pomorskie is een spoorwegstation in de Poolse plaats Kowalewo Pomorskie.